# Inangahua River
Der Inangahua River ist ein Fluss in der Region West Coast auf der Südinsel von Neuseeland.

## Geographie
Der Inangahua River entspringt unweit des Rahu Saddle in der Victoria Range, an der Nordflanke des 1587 m hohen Mount Haast. Von seinen anfänglichen 760 m bewegt sich der Fluss dem New Zealand State Highway 7 folgend zügig nordwestwärts, um nach knapp 4 km eine westliche Richtung einzuschlagen. Nach weiteren 8 km schwenkt der Inangahua River in eine nördliche bis nordnordwestliche Richtung, die er bis zu Kleinstadt Reefton beibehält. Von dort setzt er seinen Flussverlauf in einem leichten Rechtsbogen schließlich in nördliche Richtung bis zu seiner Mündung bei der kleinen Siedlung Inangahua Junction in den Buller River fort. Insgesamt erstreckt sich der Fluss über eine Länge von rund 79 km.
Der New Zealand State Highway 7 begleitet den Fluss bis Reefton. Hinter Reefton tut dies der New Zealand State Highway 69, der bei Inangahua Junction auf den New Zealand State Highway 6 stößt.

## Geschichte
Die 1886 für vier Hotels in Reefton in Betrieb genommene und mehrfach erweiterte Reefton Power Station wurde am 4. August 1888 das erste öffentliche Kraftwerk Neuseelands. 1946 ging das kleine Wasserkraftwerk in den Besitz des Grey Electric Power Board über und wurde drei Jahre später stillgelegt, als Reefton an das nationale Stromnetz angeschlossen wurde. 1961 brach man das Kraftwerkshaus ab und nur Reste der Anlage blieben erhalten. Am 30. August 1990 wurden die Reste der Anlage und der Ort unter Denkmalschutz gestellt.

## Freizeitsport
Der Fluss ist ein beliebtes Revier für Wildwasserkayak und Angeln.